# Oscar-díj a legjobb filmnek
A legjobb filmnek járó Oscar-díjat az amerikai Filmművészeti és Filmtudományi Akadémia ítéli oda 1929 óta minden évben a díjátadás évét megelőző év legjobb filmjének. A díjat 1950-ig a film gyártója vagy stúdiója, 1951 óta pedig a producerei kapják. Ez az egyetlen kategória, ahol az Akadémia minden tagja jogosult filmet jelölni és szavazni. A díjat a gála legvégén osztják ki és a legtekintélyesebbnek számít az összes kiadott kategória között.
1929 és 2018 között 554 filmet jelöltek és 91 díjat osztottak ki.
A 2020-as gálán az Oscar történelmében először kapta nem angol nyelvű film, az Élősködők, a legjobb filmnek járó díjat.

## Névváltások
Az 1927/28-as filmeket díjazó 1. Oscar-gálán két olyan kategória volt, mely a legkiválóbb alkotásokat díjazta: a kiemelkedő film és a legjobb egyedi és művészi alkotás. Utóbbit csak ezen a díjátadón osztották ki.
A díj ezt követően számos névváltoztatáson ment keresztül, 1962 óta pedig legjobb film az elnevezése.
- 1927/28–1928/29: Academy Award for Outstanding Picture (Oscar-díj kiemelkedő filmnek)
- 1929/30–1940: Academy Award for Outstanding Production (Oscar-díj kiemelkedő produkciónak)
- 1941–1943: Academy Award for Outstanding Motion Picture (Oscar-díj kiemelkedő mozgófilmnek)
- 1944–1961: Academy Award for Best Motion Picture (Oscar-díj a legjobb mozgófilmnek)
- 1962–: Academy Award for Best Picture (Oscar-díj a legjobb filmnek)

## Díjazottak és jelöltek

### 1920-as évek
Kiemelkedő film
| Év                                 | Film                   | Filmstúdió |
| ---------------------------------- | ---------------------- | ---------- |
| 1927/28 (1.)                       |                        |            |
| Szárnyak (Wings)                   | Paramount Famous Lasky |            |
| A bűnbanda (The Racket)            | The Caddo Company      |            |
| A hetedik mennyország (7th Heaven) | Fox                    |            |

Legjobb egyedi és művészi alkotás

| Év                                       | Film                | Filmstúdió |
| ---------------------------------------- | ------------------- | ---------- |
| 1927/28 (1.)                             |                     |            |
| Virradat (Sunrise: A Song of Two Humans) | Fox                 |            |
| Chang                                    | Paramount           |            |
| Dübörgő élet (The Crowd)                 | Metro-Goldwyn-Mayer |            |

Kiemelkedő produkció

| Év                          | Film                   | Filmstúdió |
| --------------------------- | ---------------------- | ---------- |
| 1928/29 (2.)                |                        |            |
| The Broadway Melody         | Metro-Goldwyn-Mayer    |            |
| Alibi                       | Feature Productions    |            |
| The Hollywood Revue of 1929 | Metro-Goldwyn-Mayer    |            |
| In Old Arizona              | Fox                    |            |
| The Patriot                 | Paramount Famous Lasky |            |

### 1930-as évek
| Év                                                              | Film                                | Filmstúdió |
| --------------------------------------------------------------- | ----------------------------------- | ---------- |
| 1929/30 (3.)                                                    |                                     |            |
| Nyugaton a helyzet változatlan (All Quiet on the Western Front) | Universal                           |            |
| The Big House                                                   | Cosmopolitan                        |            |
| Disraeli                                                        | Warner Bros.                        |            |
| Ex-feleség (The Divorcee)                                       | Metro-Goldwyn-Mayer                 |            |
| Királynő férje (The Love Parade)                                | Paramount Famous Lasky              |            |
| 1930/31 (4.)                                                    |                                     |            |
| Cimarron                                                        | RKO Radio                           |            |
| East Lynne                                                      | Fox                                 |            |
| Címlapsztori (The Front Page)                                   | The Caddo Company                   |            |
| Skippy                                                          | Paramount Publix                    |            |
| Trader Horn                                                     | Metro-Goldwyn-Mayer                 |            |
| 1931/32 (5.)                                                    |                                     |            |
| Grand Hotel                                                     | Metro-Goldwyn-Mayer                 |            |
| Arrowsmith                                                      | Samuel Goldwyn Productions          |            |
| Rossz lány (Bad Girl)                                           | Fox                                 |            |
| A bajnok (The Champ)                                            | Metro-Goldwyn-Mayer                 |            |
| Five Star Final                                                 | First National                      |            |
| Édes pásztoróra (One Hour with You)                             | Paramount Publix                    |            |
| Shanghai Express                                                | Paramount Publix                    |            |
| A mosolygó hadnagy (The Smiling Lieutenant)                     | Paramount Publix                    |            |
| 1932/33 (6.)                                                    |                                     |            |
| Kavalkád (Cavalcade)                                            | Fox                                 |            |
| 42. utca foglya (42nd Street)                                   | Warner Bros.                        |            |
| Búcsú a fegyverektől (A Farewell to Arms)                       | Paramount                           |            |
| Szökevény vagyok (I Am a Fugitive from a Chain Gang)            | Warner Bros.                        |            |
| Lady egy napra (Lady for a Day)                                 | Columbia                            |            |
| Fiatal asszonyok (Little Women)                                 | RKO Radio                           |            |
| VIII. Henrik magánélete (The Private Life of Henry VIII)        | London Films                        |            |
| She Done Him Wrong                                              | Paramount                           |            |
| Smilin' Through                                                 | Metro-Goldwyn-Mayer                 |            |
| State Fair                                                      | Fox                                 |            |
| 1934 (7.)                                                       |                                     |            |
| Ez történt egy éjszaka (It Happened One Night)                  | Columbia                            |            |
| A Wimpole Street-i Barrettek (The Barretts of Wimpole Street)   | Metro-Goldwyn-Mayer                 |            |
| Cleopatra                                                       | Paramount                           |            |
| Flirtation Walk                                                 | First National                      |            |
| Continental (The Gay Divorcee)                                  | RKO Radio                           |            |
| Jönnek a tengerészek (Here Comes The Navy)                      | Warner Bros.                        |            |
| The House of Rothschild                                         | 20th Century                        |            |
| Látszatélet (Imitation of Life)                                 | Universal                           |            |
| Csak nekem dalolj (One Night of Love)                           | Columbia                            |            |
| A cingár férfi/Tetemrehívás (The Thin Man)                      | Metro-Goldwyn-Mayer                 |            |
| Viva Villa (Viva Villa!)                                        | Metro-Goldwyn-Mayer                 |            |
| Asszonyok fehérben (The White Parade)                           | Jesse L. Lasky (produkciós cég)     |            |
| 1935 (8.)                                                       |                                     |            |
| Lázadás a Bountyn (Mutiny on the Bounty)                        | Metro-Goldwyn-Mayer                 |            |
| Alice Adams                                                     | RKO Radio                           |            |
| Broadway Melody (Broadway Melody of 1936)                       | Metro-Goldwyn-Mayer                 |            |
| Blood kapitány (Captain Blood)                                  | Cosmopolitan                        |            |
| Copperfield Dávid (David Copperfield)                           | Metro-Goldwyn-Mayer                 |            |
| A besúgó (The Informer)                                         | RKO Radio                           |            |
| A hindu lándzsás (The Lives of a Bengal Lancer)                 | Paramount                           |            |
| Szentivánéji álom (A Midsummer Night's Dream)                   | Warner Bros.                        |            |
| A gályarab (Les Misérables)                                     | 20th Century                        |            |
| Pajkos hercegnő (Naughty Marietta)                              | Metro-Goldwyn-Mayer                 |            |
| Ruggles of Red Gap                                              | Paramount                           |            |
| Frakkban és klakkban (Top Hat)                                  | RKO Radio                           |            |
| 1936 (9.)                                                       |                                     |            |
| A nagy Ziegfeld (The Great Ziegfeld)                            | Metro-Goldwyn-Mayer                 |            |
| Anthony Adverse                                                 | Warner Bros.                        |            |
| Az élnivágyó asszony (Dodsworth)                                | Samuel Goldwyn Productions          |            |
| Bulvár románc/Harcias hölgyek (Libeled Lady)                    | Metro-Goldwyn-Mayer                 |            |
| Váratlan örökség (Mr. Deeds Goes to Town)                       | Columbia                            |            |
| Rómeó és Júlia (Romeo and Juliet)                               | Metro-Goldwyn-Mayer                 |            |
| San Francisco                                                   | Metro-Goldwyn-Mayer                 |            |
| Louis Pasteur története (The Story of Louis Pasteur)            | Cosmopolitan                        |            |
| Két város meséje (A Tale of Two Cities)                         | Metro-Goldwyn-Mayer                 |            |
| Három kis ördög (Three Smart Girls)                             | Universal                           |            |
| 1937 (10.)                                                      |                                     |            |
| Zola élete (The Life of Emile Zola)                             | Warner Bros.                        |            |
| Kár volt hazudni (The Awful Truth)                              | Columbia                            |            |
| A bátrak kapitánya (Captains Courageous)                        | Metro-Goldwyn-Mayer                 |            |
| Zsákutca (Dead End)                                             | Samuel Goldwyn Productions          |            |
| Édes anyaföld (The Good Earth)                                  | Metro-Goldwyn-Mayer                 |            |
| Chicago, a bűnös város (In Old Chicago)                         | 20th Century-Fox                    |            |
| A Kék Hold völgye (Lost Horizon)                                | Columbia                            |            |
| Száz férfi és egy kislány (One Hundred Men and a Girl)          | Universal                           |            |
| Álomkapu (Stage Door)                                           | RKO Radio                           |            |
| Csillag születik (A Star is Born)                               | Selznick International Pictures     |            |
| 1938 (11.)                                                      |                                     |            |
| Így élni jó (You Can't Take It With You)                        | Columbia                            |            |
| Robin Hood kalandjai (The Adventures of Robin Hood)             | Warner Bros.-First National         |            |
| Alexander’s Ragtime Band                                        | 20th Century-Fox                    |            |
| Fiúk városa (Boys Town)                                         | Metro-Goldwyn-Mayer                 |            |
| A citadella/Réztábla a kapu alatt (The Citadel)                 | Metro-Goldwyn-Mayer                 |            |
| Négy lány (Four Daughters)                                      | Warner Bros.-First National         |            |
| A nagy ábránd (La Grande Illusion; francia)                     | Realization D'Art Cinematographique |            |
| Jezabel (Jezebel)                                               | Warner Bros.                        |            |
| Pygmalion                                                       | Metro-Goldwyn-Mayer                 |            |
| Új bálványok (Test Pilot)                                       | Metro-Goldwyn-Mayer                 |            |
| 1939 (12.)                                                      |                                     |            |
| Elfújta a szél (Gone With the Wind)                             | Selznick International Pictures     |            |
| Későn jött boldogság (Dark Victory)                             | Warner Bros.-First National         |            |
| Isten vele, tanár úr! (Goodbye, Mr. Chips)                      | Metro-Goldwyn-Mayer                 |            |
| Várlak.../Szerelmi történet (Love Affair)                       | RKO Radio                           |            |
| Becsületből elégtelen (Mr. Smith Goes to Washington)            | Columbia                            |            |
| Ninocska (Ninotchka)                                            | Metro-Goldwyn-Mayer                 |            |
| Egerek és emberek (Of Mice and Men)                             | Hal Roach (produkciós cég)          |            |
| Hatosfogat (Stagecoach)                                         | Walter Wanger (produkciós cég)      |            |
| Óz, a csodák csodája (The Wizard of Oz)                         | Metro-Goldwyn-Mayer                 |            |
| Üvöltő szelek (Wuthering Heights)                               | Samuel Goldwyn Productions          |            |

### 1940-es évek
| Év                                                                    | Film                            | Filmstúdió |
| --------------------------------------------------------------------- | ------------------------------- | ---------- |
| 1940 (13.)                                                            |                                 |            |
| A Manderley-ház asszonya (Rebecca)                                    | Selznick International Pictures |            |
| Minden és ráadásul az ég (All This and Heaven Too)                    | Warner Bros.                    |            |
| Boszorkánykonyha (Foreign Correspondent)                              | Walter Wanger (produkciós cég)  |            |
| Érik a gyümölcs (The Grapes of Wrath)                                 | 20th Century-Fox                |            |
| A diktátor (The Great Dictator)                                       | Charles Chaplin Productions     |            |
| Leánysors (Kitty Foyle)                                               | RKO Radio                       |            |
| A levél (The Letter)                                                  | Warner Bros.                    |            |
| Hosszú út hazáig (The Long Voyage Home)                               | Argosy-Wanger                   |            |
| A mi kis városunk (Our Town)                                          | Sol Lesser (produkciós cég)     |            |
| Philadelphiai történet (The Philadelphia Story)                       | Metro-Goldwyn-Mayer             |            |
| 1941 (14.)                                                            |                                 |            |
| Hová lettél, drága völgyünk? (How Green Was My Valley)                | 20th Century-Fox                |            |
| Virágok a porban (Blossoms in the Dust)                               | Metro-Goldwyn-Mayer             |            |
| Aranypolgár (Citizen Kane)                                            | Mercury                         |            |
| Here Comes Mr. Jordan                                                 | Columbia                        |            |
| Hold Back the Dawn                                                    | Paramount                       |            |
| A kis rókák (The Little Foxes)                                        | Samuel Goldwyn Productions      |            |
| A máltai sólyom (The Maltese Falcon)                                  | Warner Bros.                    |            |
| One Foot in Heaven                                                    | Warner Bros.                    |            |
| York őrmester (Sergeant York)                                         | Warner Bros.                    |            |
| Gyanakvó szerelem (Suspicion)                                         | RKO Radio                       |            |
| 1942 (15.)                                                            |                                 |            |
| Mrs. Miniver                                                          | Metro-Goldwyn-Mayer             |            |
| A negyvenkilences szélességi fok/A 49. szélességi fok (49th Parallel) | Ortus                           |            |
| Királyi sor (Kings Row)                                               | Warner Bros.                    |            |
| Az Ambersonok tündöklése és bukása (The Magnificent Ambersons)        | Mercury                         |            |
| The Pied Piper                                                        | 20th Century-Fox                |            |
| A Yankee-k dicsősége (The Pride of the Yankees)                       | Samuel Goldwyn Productions      |            |
| Megtalált évek (Random Harvest)                                       | Metro-Goldwyn-Mayer             |            |
| A csintalan úriember (The Talk of the Town)                           | Columbia                        |            |
| Wake Island                                                           | Paramount                       |            |
| Yankee Doodle Dandy                                                   | Warner Bros.                    |            |
| 1943 (16.)                                                            |                                 |            |
| Casablanca                                                            | Warner Bros.                    |            |
| Akiért a harang szól (For Whom the Bell Tolls)                        | Paramount                       |            |
| Heaven Can Wait                                                       | 20th Century-Fox                |            |
| Az élet komédiája/Emberi színjáték (The Human Comedy)                 | Metro-Goldwyn-Mayer             |            |
| Rendületlenül (In Which We Serve)                                     | Two Cities Films                |            |
| Madame Curie                                                          | Metro-Goldwyn-Mayer             |            |
| Társbérlet (The More the Merrier)                                     | Columbia                        |            |
| Különös eset (The Ox-Bow Incident)                                    | 20th Century-Fox                |            |
| Bernadette (The Song of Bernadette)                                   | 20th Century-Fox                |            |
| Őrség a Rajnán (Watch on the Rhine)                                   | Warner Bros.                    |            |
| 1944 (17.)                                                            |                                 |            |
| A magam útját járom (Going My Way)                                    | Paramount                       |            |
| Gyilkos vagyok (Double Indemnity)                                     | Paramount                       |            |
| Gázláng (Gaslight)                                                    | Metro-Goldwyn-Mayer             |            |
| Mióta távol vagy (Since You Went Away)                                | Selznick International Pictures |            |
| Wilson                                                                | 20th Century-Fox                |            |
| 1945 (18.)                                                            |                                 |            |
| Férfiszenvedély (The Lost Weekend)                                    | Paramount                       |            |
| Horgonyt fel! (Anchors Aweigh)                                        | Metro-Goldwyn-Mayer             |            |
| Szent Mary harangjai (The Bells of St. Mary’s)                        | Rainbow Productions             |            |
| Mildred Pierce                                                        | Warner Bros.                    |            |
| Elbűvölve (Spellbound)                                                | Selznick International Pictures |            |
| 1946 (19.)                                                            |                                 |            |
| Életünk legszebb évei (The Best Years of Our Lives)                   | Samuel Goldwyn Productions      |            |
| V. Henrik (Henry V)                                                   | Two Cities Films                |            |
| Az élet csodaszép (It's a Wonderful Life)                             | Liberty Films                   |            |
| The Razor’s Edge                                                      | 20th Century-Fox                |            |
| Az őzgida (The Yearling)                                              | Metro-Goldwyn-Mayer             |            |
| 1947 (20.)                                                            |                                 |            |
| Úri becsületszó (Gentleman’s Agreement)                               | 20th Century-Fox                |            |
| A püspök felesége (The Bishop’s Wife)                                 | Samuel Goldwyn Productions      |            |
| Kereszttűz (Crossfire)                                                | RKO Radio                       |            |
| Szép remények (Great Expectations)                                    | J. Arthur Rank-Cineguild        |            |
| Csoda a 34. utcában (Miracle on 34th Street)                          | 20th Century-Fox                |            |
| 1948 (21.)                                                            |                                 |            |
| Hamlet                                                                | J. Arthur Rank-Two Cities Films |            |
| Johnny Belinda                                                        | Warner Bros.                    |            |
| Piros cipellők (The Red Shoes)                                        | J. Arthur Rank-Archers          |            |
| The Snake Pit                                                         | 20th Century-Fox                |            |
| A Sierra Madre kincse (The Treasure of the Sierra Madre)              | Warner Bros.                    |            |
| 1949 (22.)                                                            |                                 |            |
| A király összes embere (All the King’s Men)                           | Robert Rossen Productions       |            |
| Csatatér (Battleground)                                               | Metro-Goldwyn-Mayer             |            |
| Az örökösnő (The Heiress)                                             | Paramount                       |            |
| A Letter to Three Wives                                               | 20th Century-Fox                |            |
| Szárnyaló bátorság (Twelve O’Clock High)                              | 20th Century-Fox                |            |

### 1950-es évek
| Év                                                             | Film                                   | Filmstúdió/Producer(ek) |
| -------------------------------------------------------------- | -------------------------------------- | ----------------------- |
| 1950 (23.)                                                     |                                        |                         |
| Mindent Éváról (All About Eve)                                 | 20th Century-Fox                       |                         |
| Born Yesterday                                                 | Columbia                               |                         |
| Father of the Bride                                            | Metro-Goldwyn-Mayer                    |                         |
| Salamon király kincse (King Solomon’s Mines)                   | Metro-Goldwyn-Mayer                    |                         |
| Alkony sugárút (Sunset Blvd.)                                  | Paramount                              |                         |
| 1951 (24.)                                                     |                                        |                         |
| Egy amerikai Párizsban (An American in Paris)                  | Arthur Freed                           |                         |
| Decision Before Dawn                                           | Anatole Litvak és Frank McCarthy       |                         |
| Egy hely a nap alatt (A Place in the Sun)                      | George Stevens                         |                         |
| Quo Vadis?                                                     | Sam Zimbalist                          |                         |
| A vágy villamosa (A Streetcar Named Desire)                    | Charles K. Feldman                     |                         |
| 1952 (25.)                                                     |                                        |                         |
| A földkerekség legnagyobb show-ja (The Greatest Show on Earth) | Cecil B. DeMille                       |                         |
| Délidő (High Noon)                                             | Stanley Kramer                         |                         |
| Ivanhoe                                                        | Pandro S. Berman                       |                         |
| Moulin Rouge                                                   | John Huston, John Woolf és James Woolf |                         |
| A nyugodt férfi (The Quiet Man)                                | John Ford és Merian C. Cooper          |                         |
| 1953 (26.)                                                     |                                        |                         |
| Most és mindörökké (From Here to Eternity)                     | Buddy Adler                            |                         |
| Julius Caesar                                                  | John Houseman                          |                         |
| A palást (The Robe)                                            | Frank Ross                             |                         |
| Római vakáció (Roman Holiday)                                  | William Wyler                          |                         |
| Idegen a vadnyugaton (Shane)                                   | George Stevens                         |                         |
| 1954 (27.)                                                     |                                        |                         |
| A rakparton (On the Waterfront)                                | Sam Spiegel                            |                         |
| Zendülés a Caine hadihajón (The Caine Mutiny)                  | Stanley Kramer                         |                         |
| A vidéki lány (The Country Girl)                               | William Perlberg                       |                         |
| Hét menyasszony hét fivérnek (Seven Brides for Seven Brothers) | Jack Cummings                          |                         |
| Three Coins in the Fountain                                    | Sol C. Siegel                          |                         |
| 1955 (28.)                                                     |                                        |                         |
| Marty                                                          | Harold Hecht                           |                         |
| Love Is a Many-Splendored Thing                                | Buddy Adler                            |                         |
| Mr. Roberts                                                    | Leland Hayward                         |                         |
| Picnic                                                         | Fred Kohlmar                           |                         |
| The Rose Tattoo                                                | Hal B. Wallis                          |                         |
| 1956 (29.)                                                     |                                        |                         |
| 80 nap alatt a Föld körül (Around the World in 80 Days)        | Michael Todd                           |                         |
| Szemben az erőszakkal (Friendly Persuasion)                    | William Wyler                          |                         |
| Óriás (Giant)                                                  | George Stevens és Henry Ginsberg       |                         |
| Anna és a sziámi király (The King and I)                       | Charles Brackett                       |                         |
| Tízparancsolat (The Ten Commandments)                          | Cecil B. DeMille                       |                         |
| 1957 (30.)                                                     |                                        |                         |
| Híd a Kwai folyón (The Bridge on the River Kwai)               | Sam Spiegel                            |                         |
| Tizenkét dühös ember (12 Angry Men)                            | Henry Fonda and Reginald Rose          |                         |
| Peyton Place                                                   | Jerry Wald                             |                         |
| Szajonara (Sayonara)                                           | William Goetz                          |                         |
| A vád tanúja (Witness for the Prosecution)                     | Arthur Hornblow Jr.                    |                         |
| 1958 (31.)                                                     |                                        |                         |
| Gigi                                                           | Arthur Freed                           |                         |
| Auntie Mame                                                    | Jack L. Warner                         |                         |
| Macska a forró bádogtetőn (Cat on a Hot Tin Roof)              | Lawrence Weingarten                    |                         |
| A megbilincseltek (The Defiant Ones)                           | Stanley Kramer                         |                         |
| Külön asztalok (Separate Tables)                               | Harold Hecht                           |                         |
| 1959 (32.)                                                     |                                        |                         |
| Ben-Hur                                                        | Sam Zimbalist                          |                         |
| Egy gyilkosság anatómiája (Anatomy of a Murder)                | Otto Preminger                         |                         |
| Anne Frank naplója (The Diary of Anne Frank)                   | George Stevens                         |                         |
| Egy apáca története (The Nun’s Story)                          | Henry Blanke                           |                         |
| Hely a tetőn (Room at the Top)                                 | John Woolf és James Woolf              |                         |

### 1960-as évek
| Év | Film                                     | Producer(ek) |
| --- | ---------------------------------------- | ------------ |
| 1960 (33.) |                                          |              |
| Legénylakás (The Apartment) | Billy Wilder                             |              |
| Alamo (The Alamo) | John Wayne                               |              |
| Elmer Gantry | Bernard Smith                            |              |
| Sons and Lovers | Jerry Wald                               |              |
| Csavargók (The Sundowners) | Fred Zinnemann                           |              |
| 1961 (34.) |                                          |              |
| West Side Story | Robert Wise                              |              |
| Fanny | Joshua Logan                             |              |
| Navarone ágyúi (The Guns of Navarone) | Carl Foreman                             |              |
| A svindler (The Hustler) | Robert Rossen                            |              |
| Ítélet Nürnbergben (Judgment at Nuremberg) | Stanley Kramer                           |              |
| 1962 (35.) |                                          |              |
| Arábiai Lawrence (Lawrence of Arabia) | Sam Spiegel                              |              |
| A leghosszabb nap (The Longest Day) | Darryl F. Zanuck                         |              |
| The Music Man | Morton DaCosta                           |              |
| Lázadás a Bountyn (Mutiny on the Bounty) | Aaron Rosenberg                          |              |
| Ne bántsátok a feketerigót! (To Kill a Mockingbird) | Alan J. Pakula                           |              |
| 1963 (36.) |                                          |              |
| Tom Jones | Tony Richardson                          |              |
| Amerika, Amerika (America, America) | Elia Kazan                               |              |
| Kleopátra (Cleopatra) | Walter Wanger                            |              |
| A vadnyugat hőskora (How the West Was Won) | Bernard Smith                            |              |
| Nézzétek a mező liliomait! (Lilies of the Field) | Ralph Nelson                             |              |
| 1964 (37.) |                                          |              |
| My Fair Lady | Jack L. Warner                           |              |
| Becket | Hal B. Wallis                            |              |
| Dr. Strangelove, avagy rájöttem, hogy nem kell félni a bombától, meg is lehet szeretni (Dr. Strangelove or: How I Learned to Stop Worrying and Love the Bomb) | Stanley Kubrick                          |              |
| Mary Poppins | Walt Disney és Bill Walsh                |              |
| Zorba, a görög Zorba the Greek | Mihálisz Kakojánisz                      |              |
| 1965 (38.) |                                          |              |
| A muzsika hangja (The Sound of Music) | Robert Wise                              |              |
| Darling | Joseph Janni                             |              |
| Doktor Zsivágó (Doctor Zhivago) | Carlo Ponti                              |              |
| Bolondok hajója (Ship of Fools) | Stanley Kramer                           |              |
| Ezer bohóc (A Thousand Clowns) | Fred Coe                                 |              |
| 1966 (39.) |                                          |              |
| Egy ember az örökkévalóságnak (A Man For All Seasons) | Fred Zinnemann                           |              |
| Alfie – Szívtelen szívtipró (Alfie) | Lewis Gilbert                            |              |
| Jönnek az oroszok! Jönnek az oroszok! (The Russians Are Coming, the Russians Are Coming)                                                                      | Norman Jewison                           |              |
| A kavicsos homok (The Sand Pebbles) | Robert Wise                              |              |
| Nem félünk a farkastól (Who’s Afraid of Virginia Woolf?) | Ernest Lehman                            |              |
| 1967 (40.) |                                          |              |
| Forró éjszakában (In the Heat of the Night) | Walter Mirisch                           |              |
| Bonnie és Clyde (Bonnie and Clyde) | Warren Beatty                            |              |
| Doctor Dolittle | Arthur P. Jacobs                         |              |
| Diploma előtt (The Graduate) | Lawrence Turman                          |              |
| Találd ki, ki jön vacsorára! (Guess Who’s Coming to Dinner)                                                                                                   | Stanley Kramer                           |              |
| 1968 (41.) |                                          |              |
| Oliver! | John Woolf                               |              |
| Funny Girl | Ray Stark                                |              |
| Az oroszlán télen (The Lion in Winter) | Martin Poll                              |              |
| Rachel, Rachel | Paul Newman                              |              |
| Rómeó és Júlia (Romeo and Juliet) | Anthony Havelock-Allan és John Brabourne |              |
| 1969 (42.) |                                          |              |
| Éjféli cowboy (Midnight Cowboy) | Jerome Hellman                           |              |
| Anna ezer napja (Anne of the Thousand Days) | Hal B. Wallis                            |              |
| Butch Cassidy és a Sundance kölyök (Butch Cassidy and the Sundance Kid)                                                                                       | John Foreman                             |              |
| Hello, Dolly! | Ernest Lehman                            |              |
| Z, avagy egy politikai gyilkosság anatómiája (Z) | Jacques Perrin és Ahmed Rachedi          |              |

### 1970-es évek
| Év                                                                   | Film                                                                 | Producer(ek) |
| -------------------------------------------------------------------- | -------------------------------------------------------------------- | ------------ |
| 1970 (43.)                                                           |                                                                      |              |
| A tábornok (Patton)                                                  | Frank McCarthy                                                       |              |
| Airport                                                              | Ross Hunter                                                          |              |
| Öt könnyű darab (Five Easy Pieces)                                   | Bob Rafelson és Richard Wechsler                                     |              |
| Love Story                                                           | Howard G. Minsky                                                     |              |
| MASH                                                                 | Ingo Preminger                                                       |              |
| 1971 (44.)                                                           |                                                                      |              |
| Francia kapcsolat (The French Connection)                            | Philip D'Antoni                                                      |              |
| Mechanikus narancs (A Clockwork Orange)                              | Stanley Kubrick                                                      |              |
| Hegedűs a háztetőn (Fiddler on the Roof)                             | Norman Jewison                                                       |              |
| Az utolsó mozielőadás (The Last Picture Show)                        | Stephen J. Friedman                                                  |              |
| Cárok végnapjai (Nicholas and Alexandra)                             | Sam Spiegel                                                          |              |
| 1972 (45.)                                                           |                                                                      |              |
| A Keresztapa (The Godfather)                                         | Albert S. Ruddy                                                      |              |
| Kabaré (Cabaret)                                                     | Cy Feuer                                                             |              |
| Gyilkos túra (Deliverance)                                           | John Boorman                                                         |              |
| Kivándorlók (Utvandrarna/The Emigrants; svéd)                        | Bengt Forslund                                                       |              |
| Csibész (Sounder)                                                    | Robert B. Radnitz                                                    |              |
| 1973 (46.)                                                           |                                                                      |              |
| A nagy balhé (The Sting)                                             | Tony Bill, Michael Phillips és Julia Phillips                        |              |
| Amerikai graffiti (American Graffiti)                                | Francis Ford Coppola és Gary Kurtz                                   |              |
| Suttogások és sikolyok (Viskningar och rop/Cries and Whispers; svéd) | Ingmar Bergman                                                       |              |
| Az ördögűző (The Exorcist)                                           | William Peter Blatty                                                 |              |
| Egy kis előkelőség (A Touch of Class)                                | Melvin Frank                                                         |              |
| 1974 (47.)                                                           |                                                                      |              |
| A Keresztapa II. (The Godfather: Part II)                            | Francis Ford Coppola, Gray Frederickson és Fred Roos                 |              |
| Kínai negyed (Chinatown)                                             | Robert Evans                                                         |              |
| Magánbeszélgetés (The Conversation)                                  | Francis Ford Coppola                                                 |              |
| Lenny                                                                | Marvin Worth                                                         |              |
| Pokoli torony (The Towering Inferno)                                 | Irwin Allen                                                          |              |
| 1975 (48.)                                                           |                                                                      |              |
| Száll a kakukk fészkére (One Flew Over the Cuckoo’s Nest)            | Michael Douglas és Saul Zaentz                                       |              |
| Barry Lyndon                                                         | Stanley Kubrick                                                      |              |
| Kánikulai délután (Dog Day Afternoon)                                | Martin Bregman és Martin Elfand                                      |              |
| A cápa (Jaws)                                                        | Richard D. Zanuck és David Brown                                     |              |
| Nashville                                                            | Robert Altman                                                        |              |
| 1976 (49.)                                                           |                                                                      |              |
| Rocky                                                                | Irwin Winkler és Robert Chartoff                                     |              |
| Az elnök emberei (All the President’s Men)                           | Walter Coblenz                                                       |              |
| Dicsőségre ítélve (Bound for Glory)                                  | Robert F. Blumofe and Harold Leventhal                               |              |
| Hálózat (Network)                                                    | Howard Gottfried                                                     |              |
| Taxisofőr (Taxi Driver)                                              | Michael Phillips és Julia Phillips                                   |              |
| 1977 (50.)                                                           |                                                                      |              |
| Annie Hall                                                           | Charles H. Joffe                                                     |              |
| Hölgyem, Isten áldja! (The Goodbye Girl)                             | Ray Stark                                                            |              |
| Júlia (Julia)                                                        | Richard Roth                                                         |              |
| Csillagok háborúja (Star Wars)                                       | Gary Kurtz, George Lucas                                             |              |
| A fordulópont (The Turning Point)                                    | Herbert Ross és Arthur Laurents                                      |              |
| 1978 (51.)                                                           |                                                                      |              |
| A szarvasvadász (The Deer Hunter)                                    | Barry Spikings, Michael Deeley, Michael Cimino, és John Peverall     |              |
| Hazatérés (Coming Home)                                              | Jerome Hellman                                                       |              |
| Ép testben épp, hogy élek (Heaven Can Wait)                          | Warren Beatty                                                        |              |
| Éjféli expressz (Midnight Express)                                   | Alan Marshall és David Puttnam                                       |              |
| Asszony férj nélkül (An Unmarried Woman)                             | Paul Mazursky és Tony Ray                                            |              |
| 1979 (52.)                                                           |                                                                      |              |
| Kramer kontra Kramer (Kramer vs. Kramer)                             | Stanley R. Jaffe                                                     |              |
| Mindhalálig zene (All That Jazz)                                     | Robert Alan Aurthur                                                  |              |
| Apokalipszis most (Apocalypse Now)                                   | Francis Ford Coppola, Fred Roos, Gray Frederickson, és Tom Sternberg |              |
| Az utolsó gyönyörű nyár (Breaking Away)                              | Peter Yates                                                          |              |
| Norma Rae                                                            | Tamara Asseyev és Alex Rose                                          |              |

### 1980-as évek
| Év                                                           | Film                                                               | Producer(ek) |
| ------------------------------------------------------------ | ------------------------------------------------------------------ | ------------ |
| 1980 (53.)                                                   |                                                                    |              |
| Átlagemberek (Ordinary People)                               | Ronald L. Schwary                                                  |              |
| A szénbányász lánya (Coal Miner’s Daughter)                  | Bernard Schwartz                                                   |              |
| Az elefántember (The Elephant Man)                           | Jonathan Sanger                                                    |              |
| Dühöngő bika (Raging Bull)                                   | Irwin Winkler és Robert Chartoff                                   |              |
| Egy tiszta nő (Tess)                                         | Claude Berri és Timothy Burrill                                    |              |
| 1981 (54.)                                                   |                                                                    |              |
| Tűzszekerek (Chariots of Fire)                               | David Puttnam                                                      |              |
| Atlantic City                                                | Denis Héroux                                                       |              |
| Az aranytó (On Golden Pond)                                  | Bruce Gilbert                                                      |              |
| Az elveszett frigyláda fosztogatói (Raiders of the Lost Ark) | Frank Marshall                                                     |              |
| Vörösök (Reds)                                               | Warren Beatty                                                      |              |
| 1982 (55.)                                                   |                                                                    |              |
| Gandhi                                                       | Richard Attenborough                                               |              |
| E. T., a földönkívüli (E.T. the Extra-Terrestrial)           | Steven Spielberg és Kathleen Kennedy                               |              |
| Eltűntnek nyilvánítva (Missing)                              | Edward Lewis és Mildred Lewis                                      |              |
| Aranyoskám (Tootsie)                                         | Sydney Pollack és Dick Richards                                    |              |
| Az ítélet (The Verdict)                                      | Richard D. Zanuck és David Brown                                   |              |
| 1983 (56.)                                                   |                                                                    |              |
| Becéző szavak (Terms of Endearment)                          | James L. Brooks                                                    |              |
| A nagy borzongás (The Big Chill)                             | Michael Shamberg                                                   |              |
| Az öltöztető (The Dresser)                                   | Peter Yates                                                        |              |
| Az igazak (The Right Stuff)                                  | Irwin Winkler és Robert Chartoff                                   |              |
| Az Úr kegyelmébe (Tender Mercies)                            | Philip S. Hobel                                                    |              |
| 1984 (57th)                                                  |                                                                    |              |
| Amadeus                                                      | Saul Zaentz                                                        |              |
| Gyilkos mezők (The Killing Fields)                           | David Puttnam                                                      |              |
| Út Indiába (A Passage to India)                              | John Brabourne és Richard B. Goodwin                               |              |
| Hely a szívemben (Places in the Heart)                       | Arlene Donovan                                                     |              |
| Katonatörténet (A Soldier’s Story)                           | Norman Jewison, Ronald L. Schwary és Patrick Palmer                |              |
| 1985 (58.)                                                   |                                                                    |              |
| Távol Afrikától (Out of Africa)                              | Sydney Pollack                                                     |              |
| Bíborszín (The Color Purple)                                 | Steven Spielberg, Kathleen Kennedy, Frank Marshall és Quincy Jones |              |
| A pókasszony csókja (Kiss of the Spider Woman)               | David Weisman                                                      |              |
| A Prizzik becsülete (Prizzi’s Honor)                         | John Foreman                                                       |              |
| A kis szemtanú (Witness)                                     | Edward S. Feldman                                                  |              |
| 1986 (59.)                                                   |                                                                    |              |
| A szakasz (Platoon)                                          | Arnold Kopelson                                                    |              |
| Egy kisebb isten gyermekei (Children of a Lesser God)        | Burt Sugarman és Patrick J. Palmer                                 |              |
| Hannah és nővérei (Hannah and Her Sisters)                   | Robert Greenhut                                                    |              |
| A misszió (The Mission)                                      | Fernando Ghia és David Puttnam                                     |              |
| Szoba kilátással (A Room with a View)                        | Ismail Merchant                                                    |              |
| 1987 (60.)                                                   |                                                                    |              |
| Az utolsó császár (The Last Emperor)                         | Jeremy Thomas                                                      |              |
| A híradó sztárjai (Broadcast News)                           | James L. Brooks                                                    |              |
| Végzetes vonzerő (Fatal Attraction)                          | Stanley R. Jaffe és Sherry Lansing                                 |              |
| Remény és dicsőség (Hope and Glory)                          | John Boorman                                                       |              |
| Holdkórosok (Moonstruck)                                     | Patrick J. Palmer és Norman Jewison                                |              |
| 1988 (61.)                                                   |                                                                    |              |
| Esőember (Rain Man)                                          | Mark Johnson                                                       |              |
| Az alkalmi turista (The Accidental Tourist)                  | Lawrence Kasdan, Charles Okun és Michael Grillo                    |              |
| Veszedelmes viszonyok (Dangerous Liaisons)                   | Norma Heyman és Hank Moonjean                                      |              |
| Lángoló Mississippi (Mississippi Burning)                    | Frederick Zollo és Robert F. Colesberry                            |              |
| Dolgozó lány (Working Girl)                                  | Douglas Wick                                                       |              |
| 1989 (62.)                                                   |                                                                    |              |
| Miss Daisy sofőrje (Driving Miss Daisy)                      | Richard D. Zanuck és Lili Fini Zanuck                              |              |
| Született július 4-én (Born on the Fourth of July)           | A. Kitman Ho és Oliver Stone                                       |              |
| Holt költők társasága (Dead Poets Society)                   | Steven Haft, Paul Junger Witt és Tony Thomas                       |              |
| Baseball álmok (Field of Dreams)                             | Lawrence Gordon és Charles Gordon                                  |              |
| A bal lábam (My Left Foot)                                   | Noel Pearson                                                       |              |

### 1990-es évek
| Év                                                                                     | Film                                                                          | Producer(ek) |
| -------------------------------------------------------------------------------------- | ----------------------------------------------------------------------------- | ------------ |
| 1990 (63.)                                                                             |                                                                               |              |
| Farkasokkal táncoló (Dances with Wolves)                                               | Jim Wilson és Kevin Costner                                                   |              |
| Ébredések (Awakenings)                                                                 | Walter Parkes és Lawrence Lasker                                              |              |
| Ghost                                                                                  | Lisa Weinstein                                                                |              |
| A Keresztapa III. (The Godfather Part III)                                             | Francis Ford Coppola                                                          |              |
| Nagymenők (Goodfellas)                                                                 | Irwin Winkler                                                                 |              |
| 1991 (64.)                                                                             |                                                                               |              |
| A bárányok hallgatnak (The Silence of the Lambs)                                       | Edward Saxon, Kenneth Utt és Ron Bozman                                       |              |
| Szépség és a szörnyeteg (Beauty and the Beast)                                         | Don Hahn                                                                      |              |
| Bugsy                                                                                  | Mark Johnson, Barry Levinson és Warren Beatty                                 |              |
| JFK – A nyitott dosszié (JFK)                                                          | A. Kitman Ho és Oliver Stone                                                  |              |
| Hullámok hercege (The Prince of Tides)                                                 | Barbra Streisand és Andrew S. Karsch                                          |              |
| 1992 (65.)                                                                             |                                                                               |              |
| Nincs bocsánat (Unforgiven)                                                            | Clint Eastwood                                                                |              |
| Síró játék (The Crying Game)                                                           | Stephen Woolley                                                               |              |
| Egy becsületbeli ügy (A Few Good Men)                                                  | David Brown, Rob Reiner és Andrew Scheinman                                   |              |
| Szellem a házban (Howards End; japán–angol koprodukció, angol nyelven)                 | Ismail Merchant                                                               |              |
| Egy asszony illata (Scent of a Woman)                                                  | Martin Brest                                                                  |              |
| 1993 (66.)                                                                             |                                                                               |              |
| Schindler listája (Schindler’s List)                                                   | Steven Spielberg, Gerald R. Molen és Branko Lustig                            |              |
| A szökevény (The Fugitive)                                                             | Arnold Kopelson                                                               |              |
| Apám nevében (In the Name of the Father)                                               | Jim Sheridan                                                                  |              |
| Zongoralecke (The Piano; ausztrál–francia–új-zélandi; angol, maori és jelnyelven)      | Jan Chapman                                                                   |              |
| Napok romjai (The Remains of the Day)                                                  | Mike Nichols, John Calley és Ismail Merchant                                  |              |
| 1994 (67.)                                                                             |                                                                               |              |
| Forrest Gump                                                                           | Wendy Finerman, Steve Tisch és Steve Starkey                                  |              |
| Négy esküvő és egy temetés (Four Weddings and a Funeral; brit)                         | Duncan Kenworthy                                                              |              |
| Ponyvaregény (Pulp Fiction)                                                            | Lawrence Bender                                                               |              |
| Kvíz show (Quiz Show)                                                                  | Michael Jacobs, Julian Krainin, Michael Nozik és Robert Redford               |              |
| A remény rabjai (The Shawshank Redemption)                                             | Niki Marvin                                                                   |              |
| 1995 (68.)                                                                             |                                                                               |              |
| A rettenthetetlen (Braveheart)                                                         | Mel Gibson, Alan Ladd Jr. és Bruce Davey                                      |              |
| Apolló 13 (Apollo 13)                                                                  | Brian Grazer                                                                  |              |
| Babe                                                                                   | Bill Miller, George Miller és Doug Mitchell                                   |              |
| Neruda postása (The Postman/Il Postino; francia–olasz–belga; olasz és spanyol nyelven) | Mario Cecchi Gori, Vittorio Cecchi Gori és Gaetano Daniele                    |              |
| Értelem és érzelem (Sense and Sensibility)                                             | Lindsay Doran                                                                 |              |
| 1996 (69.)                                                                             |                                                                               |              |
| Az angol beteg (The English Patient)                                                   | Saul Zaentz                                                                   |              |
| Fargo                                                                                  | Ethan Coen                                                                    |              |
| Jerry Maguire – A nagy hátraarc (Jerry Maguire)                                        | James L. Brooks, Laurence Mark, Richard Sakai és Cameron Crowe                |              |
| Titkok és hazugságok (Secrets & Lies)                                                  | Simon Channing-Williams                                                       |              |
| Ragyogj! (Shine)                                                                       | Jane Scott                                                                    |              |
| 1997 (70.)                                                                             |                                                                               |              |
| Titanic                                                                                | James Cameron és Jon Landau                                                   |              |
| Lesz ez még így se (As Good as It Gets)                                                | James L. Brooks, Bridget Johnson és Kristi Zea                                |              |
| Alul semmi (The Full Monty)                                                            | Uberto Pasolini                                                               |              |
| Good Will Hunting                                                                      | Lawrence Bender                                                               |              |
| Szigorúan bizalmas (L.A. Confidential)                                                 | Curtis Hanson, Arnon Milchan és Michael Nathanson                             |              |
| 1998 (71.)                                                                             |                                                                               |              |
| Szerelmes Shakespeare (Shakespeare in Love)                                            | David Parfitt, Donna Gigliotti, Harvey Weinstein, Edward Zwick és Marc Norman |              |
| Elizabeth                                                                              | Alison Owen, Eric Fellner és Tim Bevan                                        |              |
| Az élet szép (Life Is Beautiful)                                                       | Elda Ferri és Gianluigi Braschi                                               |              |
| Ryan közlegény megmentése (Saving Private Ryan)                                        | Steven Spielberg, Ian Bryce, Mark Gordon és Gary Levinsohn                    |              |
| Az őrület határán (The Thin Red Line)                                                  | Robert Michael Geisler, John Roberdeau és Grant Hill                          |              |
| 1999 (72.)                                                                             |                                                                               |              |
| Amerikai szépség (American Beauty)                                                     | Bruce Cohen és Dan Jinks                                                      |              |
| Árvák hercege (The Cider House Rules)                                                  | Richard N. Gladstein                                                          |              |
| Halálsoron (The Green Mile)                                                            | Frank Darabont és David Valdes                                                |              |
| A bennfentes (The Insider)                                                             | Pieter Jan Brugge és Michael Mann                                             |              |
| Hatodik érzék (The Sixth Sense)                                                        | Frank Marshall, Kathleen Kennedy, and Barry Mendel                            |              |

### 2000-es évek
| Év | Film                                                                 | Producer(ek) |
| --- | -------------------------------------------------------------------- | ------------ |
| 2000 (73.) |                                                                      |              |
| Gladiátor (Gladiator)                                                                                         | Douglas Wick, David Franzoni és Branko Lustig                        |              |
| Csokoládé (Chocolat)                                                                                          | David Brown, Kit Golden és Leslie Holleran                           |              |
| Tigris és sárkány (Crouching Tiger, Hidden Dragon/Vo hu cang lung (Wòhǔ Cánglóng); tajvani; mandarin nyelven) | William Kong, Hszü Li-kung (Hsu Li-kong) és Ang Lee                  |              |
| Erin Brockovich – Zűrös természet (Erin Brockovich)                                                           | Danny DeVito, Michael Shamberg és Stacey Sher                        |              |
| Traffic | Edward Zwick, Marshall Herskovitz és Laura Bickford                  |              |
| 2001 (74.) |                                                                      |              |
| Egy csodálatos elme (A Beautiful Mind)                                                                        | Brian Grazer és Ron Howard                                           |              |
| Gosford Park                                                                                                  | Robert Altman, Bob Balaban és David Levy                             |              |
| A hálószobában (In the Bedroom)                                                                               | Graham Leader, Ross Katz és Todd Field                               |              |
| A Gyűrűk Ura: A Gyűrű szövetsége (The Lord of the Rings: The Fellowship of the Ring)                          | Peter Jackson, Fran Walsh és Barrie M. Osborne                       |              |
| Moulin Rouge!                                                                                                 | Martin Brown, Baz Luhrmann és Fred Baron                             |              |
| 2002 (75.) |                                                                      |              |
| Chicago | Martin Richards                                                      |              |
| New York bandái (Gangs of New York)                                                                           | Alberto Grimaldi és Harvey Weinstein                                 |              |
| Az órák (The Hours)                                                                                           | Scott Rudin és Robert Fox                                            |              |
| A Gyűrűk Ura: A két torony (The Lord of the Rings: The Two Towers)                                            | Barrie M. Osborne, Fran Walsh és Peter Jackson                       |              |
| A zongorista (The Pianist)                                                                                    | Roman Polański, Robert Benmussa és Alain Sarde                       |              |
| 2003 (76.) |                                                                      |              |
| A Gyűrűk Ura: A király visszatér (The Lord of the Rings: The Return of the King)                              | Barrie M. Osborne, Peter Jackson és Fran Walsh                       |              |
| Elveszett jelentés (Lost in Translation)                                                                      | Ross Katz és Sofia Coppola                                           |              |
| Kapitány és katona: A világ túlsó oldalán (Master and Commander: The Far Side of the World)                   | Samuel Goldwyn Jr., Peter Weir és Duncan Henderson                   |              |
| Titokzatos folyó (Mystic River)                                                                               | Robert Lorenz, Judie G. Hoyt és Clint Eastwood                       |              |
| Vágta (Seabiscuit)                                                                                            | Kathleen Kennedy, Frank Marshall és Gary Ross                        |              |
| 2004 (77.) |                                                                      |              |
| Millió dolláros bébi (Million Dollar Baby)                                                                    | Clint Eastwood, Albert S. Ruddy és Tom Rosenberg                     |              |
| Aviátor (The Aviator)                                                                                         | Michael Mann és Graham King                                          |              |
| Én, Pán Péter (Finding Neverland)                                                                             | Richard N. Gladstein és Nellie Bellflower                            |              |
| Ray | Taylor Hackford, Stuart Benjamin és Howard Baldwin                   |              |
| Kerülőutak (Sideways)                                                                                         | Michael London                                                       |              |
| 2005 (78.) |                                                                      |              |
| Ütközések (Crash)                                                                                             | Paul Haggis és Cathy Schulman                                        |              |
| Brokeback Mountain – Túl a barátságon (Brokeback Mountain)                                                    | Diana Ossana és James Schamus                                        |              |
| Capote | Caroline Baron, William Vince és Michael Ohoven                      |              |
| Jó estét, jó szerencsét! (Good Night, and Good Luck)                                                          | Grant Heslov                                                         |              |
| München (Munich)                                                                                              | Steven Spielberg, Kathleen Kennedy és Barry Mendel                   |              |
| 2006 (79.) |                                                                      |              |
| A tégla (The Departed)                                                                                        | Graham King                                                          |              |
| Bábel (Babel)                                                                                                 | Alejandro González Iñárritu, Steve Golin és Jon Kilik                |              |
| Levelek Ivo Dzsimáról (Letters from Iwo Jima)                                                                 | Clint Eastwood, Steven Spielberg és Robert Lorenz                    |              |
| A család kicsi kincse (Little Miss Sunshine)                                                                  | David T. Friendly, Peter Saraf és Marc Turtletaub                    |              |
| A királynő (The Queen)                                                                                        | Andy Harries, Christine Langan és Tracey Seaward                     |              |
| 2007 (80.) |                                                                      |              |
| Nem vénnek való vidék (No Country for Old Men)                                                                | Scott Rudin, Joel Coen és Ethan Coen                                 |              |
| Vágy és vezeklés (Atonement)                                                                                  | Tim Bevan, Eric Fellner és Paul Webster                              |              |
| Juno | Lianne Halfon, Mason Novick és Russell Smith                         |              |
| Michael Clayton                                                                                               | Jennifer Fox, Kerry Orent és Sydney Pollack                          |              |
| Vérző olaj (There Will Be Blood)                                                                              | Paul Thomas Anderson, Daniel Lupi és JoAnne Sellar                   |              |
| 2008 (81.) |                                                                      |              |
| Gettómilliomos (Slumdog Millionaire)                                                                          | Christian Colson                                                     |              |
| Benjamin Button különös élete (The Curious Case of Benjamin Button)                                           | Kathleen Kennedy, Frank Marshall és Ceán Chaffin                     |              |
| Frost/Nixon                                                                                                   | Ron Howard, Brian Grazer és Eric Fellner                             |              |
| Milk | Bruce Cohen és Dan Jinks                                             |              |
| A felolvasó (The Reader)                                                                                      | Anthony Minghella, Sydney Pollack, Donna Gigliotti és Redmond Morris |              |
| 2009 (82.) |                                                                      |              |
| A bombák földjén (The Hurt Locker)                                                                            | Kathryn Bigelow, Mark Boal, Nicolas Chartier és Greg Shapiro         |              |
| Avatar | James Cameron és Jon Landau                                          |              |
| A szív bajnokai (The Blind Side)                                                                              | Gil Netter, Andrew A. Kosove ésBroderick Johnson                     |              |
| District 9 | Peter Jackson és Carolynne Cunningham                                |              |
| Egy lányról (An Education)                                                                                    | Finola Dwyer és Amanda Posey                                         |              |
| Becstelen brigantyk (Inglourious Basterds)                                                                    | Lawrence Bender                                                      |              |
| Precious – A boldogság ára (Precious: Based on the Novel ’Push’ by Sapphire)                                  | Lee Daniels, Sarah Siegel-Magness és Gary Magness                    |              |
| Egy komoly ember (A Serious Man)                                                                              | Joel Coen és Ethan Coen                                              |              |
| Fel (Up) | Jonas Rivera                                                         |              |
| Egek ura (Up in the Air)                                                                                      | Daniel Dubiecki, Ivan Reitman és Jason Reitman                       |              |

### 2010-es évek
| Év                                                                                               | Film                                                                               | Producer(ek) |
| ------------------------------------------------------------------------------------------------ | ---------------------------------------------------------------------------------- | ------------ |
| 2010 (83.)                                                                                       |                                                                                    |              |
| A király beszéde (The King’s Speech)                                                             | Iain Canning, Emile Sherman és Gareth Unwin                                        |              |
| 127 óra (127 Hours)                                                                              | Danny Boyle, John Smithson és Christian Colson                                     |              |
| Fekete hattyú (Black Swan)                                                                       | Scott Franklin, Mike Medavoy és Brian Oliver                                       |              |
| The Fighter – A harcos (The Fighter)                                                             | David Hoberman, Todd Lieberman és Mark Wahlberg                                    |              |
| Eredet (Inception)                                                                               | Christopher Nolan és Emma Thomas                                                   |              |
| A gyerekek jól vannak (The Kids Are All Right)                                                   | Gary Gilbert, Jeffrey Levy-Hinte és Celine Rattray                                 |              |
| Social Network – A közösségi háló (The Social Network)                                           | Dana Brunetti, Ceán Chaffin, Michael De Luca és Scott Rudin                        |              |
| Toy Story 3.                                                                                     | Darla K. Anderson                                                                  |              |
| A félszemű (True Grit)                                                                           | Joel Coen, Ethan Coen és Scott Rudin                                               |              |
| Winter’s Bone – A hallgatás törvénye (Winter’s Bone)                                             | Alix Madigan és Anne Rosellini                                                     |              |
| 2011 (84.)                                                                                       |                                                                                    |              |
| The Artist – A némafilmes (The Artist)                                                           | Thomas Langmann                                                                    |              |
| Utódok (The Descendants)                                                                         | Jim Burke, Alexander Payne és Jim Taylor                                           |              |
| Rém hangosan és irtó közel (Extremely Loud & Incredibly Close)                                   | Scott Rudin                                                                        |              |
| A segítség (The Help)                                                                            | Brunson Green, Chris Columbus és Michael Barnathan                                 |              |
| A leleményes Hugo (Hugo)                                                                         | Graham King és Martin Scorsese                                                     |              |
| Éjfélkor Párizsban (Midnight in Paris)                                                           | Letty Aronson és Stephen Tenenbaum                                                 |              |
| Pénzcsináló (Moneyball)                                                                          | Michael De Luca, Rachael Horovitz és Brad Pitt                                     |              |
| Az élet fája (The Tree of Life)                                                                  | Sarah Green, Bill Pohlad, Dede Gardner és Grant Hill                               |              |
| Hadak útján (War Horse)                                                                          | Steven Spielberg és Kathleen Kennedy                                               |              |
| 2012 (85.)                                                                                       |                                                                                    |              |
| Az Argo-akció (Argo)                                                                             | Grant Heslov, Ben Affleck és George Clooney                                        |              |
| Szerelem (Amour; francia–német–osztrák; francia nyelven)                                         | Margaret Menegoz, Stefan Arndt, Veit Heiduschka ésMichael Katz                     |              |
| A messzi dél vadjai (Beasts of the Southern Wild)                                                | Dan Janvey, Josh Penn és Michael Gottwald                                          |              |
| Django elszabadul (Django Unchained)                                                             | Stacey Sher, Reginald Hudlin és Pilar Savone                                       |              |
| A nyomorultak (Les Misérables)                                                                   | Tim Bevan, Eric Fellner, Debra Hayward és Cameron Mackintosh                       |              |
| Pi élete (Life of Pi)                                                                            | Gil Netter, Ang Lee és David Womark                                                |              |
| Lincoln                                                                                          | Steven Spielberg és Kathleen Kennedy                                               |              |
| Napos oldal (Silver Linings Playbook)                                                            | Donna Gigliotti, Bruce Cohen és Jonathan Gordon                                    |              |
| Zero Dark Thirty – A Bin Láden hajsza (Zero Dark Thirty)                                         | Mark Boal, Kathryn Bigelow és Megan Ellison                                        |              |
| 2013 (86.)                                                                                       |                                                                                    |              |
| 12 év rabszolgaság (12 Years a Slave)                                                            | Brad Pitt, Dede Gardner, Jeremy Kleiner, Steve McQueen és Anthony Katagas          |              |
| Amerikai botrány (American Hustle)                                                               | Charles Roven, Richard Suckle, Megan Ellison és Jonathan Gordon                    |              |
| Philips kapitány (Captain Phillips)                                                              | Scott Rudin, Dana Brunetti és Michael De Luca                                      |              |
| Mielőtt meghaltam (Dallas Buyers Club)                                                           | Robbie Brenner és Rachel Winter                                                    |              |
| Gravitáció (Gravity)                                                                             | Alfonso Cuarón és David Heyman                                                     |              |
| A nő (Her)                                                                                       | Megan Ellison, Spike Jonze és Vincent Landay                                       |              |
| Nebraska                                                                                         | Albert Berger és Ron Yerxa                                                         |              |
| Philomena – Határtalan szeretet (Philomena; brit–francia; angol nyelven)                         | Gabrielle Tana, Steve Coogan és Tracey Seaward                                     |              |
| A Wall Street farkasa (The Wolf of Wall Street)                                                  | Martin Scorsese, Leonardo DiCaprio, Joey McFarland és Emma Tillinger Koskoff       |              |
| 2014 (87.)                                                                                       |                                                                                    |              |
| Birdman avagy (A mellőzés meglepő ereje) (Birdman or (The Unexpected Virtue of Ignorance))       | Alejandro G. Iñárritu, John Lesher és James W. Skotchdopole                        |              |
| Amerikai mesterlövész (American Sniper)                                                          | Clint Eastwood, Andrew Lazar, Robert Lorenz, Bradley Cooper és Peter Morgan        |              |
| Sráckor (Boyhood)                                                                                | Richard Linklater és Cathleen Sutherland                                           |              |
| A Grand Budapest Hotel (The Grand Budapest Hotel)                                                | Wes Anderson, Scott Rudin, Steven M. Rales és Jeremy Dawson                        |              |
| Kódjátszma (The Imitation Game)                                                                  | Nora Grossman, Ido Ostrowsky és Teddy Schwarzman                                   |              |
| Selma                                                                                            | Christian Colson, Oprah Winfrey, Dede Gardner és Jeremy Kleiner                    |              |
| A mindenség elmélete (The Theory of Everything)                                                  | Tim Bevan, Eric Fellner, Lisa Bruce és Anthony McCarten                            |              |
| Whiplash                                                                                         | Jason Blum, Helen Estabrook és David Lancaster                                     |              |
| 2015 (88.)                                                                                       |                                                                                    |              |
| Spotlight – Egy nyomozás részletei (Spotlight)                                                   | Blye Pagon Faust, Steve Golin, Nicole Rocklin és Michael Sugar                     |              |
| A nagy dobás (The Big Short)                                                                     | Dede Gardner, Jeremy Kleiner és Brad Pitt                                          |              |
| Kémek hídja (Bridge of Spies)                                                                    | Steven Spielberg, Marc Platt és Kristie Macosko Krieger                            |              |
| Brooklyn                                                                                         | Finola Dwyer és Amanda Posey                                                       |              |
| Mad Max – A harag útja (Mad Max: Fury Road)                                                      | Doug Mitchell és George Miller                                                     |              |
| Mentőexpedíció (The Martian)                                                                     | Simon Kinberg, Ridley Scott, Michael Schaefer és Mark Huffam                       |              |
| A visszatérő (The Revenant)                                                                      | Arnon Milchan, Steve Golin, Alejandro G. Iñárritu, Mary Parent és Keith Redmon     |              |
| A szoba (Room)                                                                                   | Ed Guiney                                                                          |              |
| 2016 (89.)                                                                                       |                                                                                    |              |
| Holdfény (Moonlight)                                                                             | Adele Romanski, Dede Gardner és Jeremy Kleiner                                     |              |
| Érkezés (Arrival)                                                                                | Shawn Levy, Dan Levine, Aaron Ryder és David Linde                                 |              |
| Kerítések (Fences)                                                                               | Scott Rudin, Denzel Washington és Todd Black                                       |              |
| A fegyvertelen katona (Hacksaw Ridge)                                                            | Bill Mechanic és David Permut                                                      |              |
| A préri urai (Hell or High Water)                                                                | Carla Hacken és Julie Yorn                                                         |              |
| A számolás joga (Hidden Figures)                                                                 | Donna Gigliotti, Peter Chernin, Jenno Topping, Pharrell Williams és Theodore Melfi |              |
| Kaliforniai álom (La La Land)                                                                    | Fred Berger, Jordan Horowitz és Marc Platt                                         |              |
| Oroszlán (Lion; ausztrál–brit)                                                                   | Emile Sherman, Iain Canning és Angie Fielder                                       |              |
| A régi város (Manchester by the Sea)                                                             | Matt Damon, Kimberly Steward, Chris Moore, Lauren Beck és Kevin J. Walsh           |              |
| 2017 (90.)                                                                                       |                                                                                    |              |
| A víz érintése (The Shape of Water)                                                              | Guillermo del Toro és J. Miles Dale                                                |              |
| Szólíts a neveden (Call Me by Your Name; olasz–brazil–amerikai; olasz, francia és angol nyelven) | Peter Spears, Luca Guadagnino, Emilie Georges és Marco Morabito                    |              |
| A legsötétebb óra (Darkest Hour)                                                                 | Tim Bevan, Eric Fellner, Lisa Bruce, Anthony McCarten és Douglas Urbanski          |              |
| Dunkirk                                                                                          | Emma Thomas és Christopher Nolan                                                   |              |
| Tűnj el! (Get Out)                                                                               | Sean McKittrick, Jason Blum, Edward H. Hamm Jr. és Jordan Peele                    |              |
| Lady Bird                                                                                        | Scott Rudin, Eli Bush és Evelyn O'Neill                                            |              |
| Fantomszál (Phantom Thread)                                                                      | JoAnne Sellar, Paul Thomas Anderson, Megan Ellison és Daniel Lupi                  |              |
| A Pentagon titkai (The Post)                                                                     | Amy Pascal, Steven Spielberg és Kristie Macosko Krieger                            |              |
| Három óriásplakát Ebbing határában (Three Billboards Outside Ebbing, Missouri)                   | Graham Broadbent, Pete Czernin és Martin McDonagh                                  |              |
| 2018 (91.)                                                                                       |                                                                                    |              |
| Zöld könyv – Útmutató az élethez (Green Book)                                                    | Jim Burke, Charles B. Wessler, Brian Currie, Peter Farrelly és Nick Vallelonga     |              |
| Fekete Párduc (Black Panther)                                                                    | Kevin Feige                                                                        |              |
| Csuklyások – BlacKkKlansman (BlacKkKlansman)                                                     | Sean McKittrick, Jason Blum, Raymond Mansfield, Jordan Peele és Spike Lee          |              |
| Bohém rapszódia (Bohemian Rhapsody)                                                              | Graham King                                                                        |              |
| A kedvenc (The Favourite)                                                                        | Ceci Dempsey, Ed Guiney, Lee Magiday és Jórgosz Lánthimosz                         |              |
| Roma (mexikói; spanyol nyelven)                                                                  | Gabriela Rodríguez és Alfonso Cuarón                                               |              |
| Csillag születik (A Star Is Born)                                                                | Bill Gerber, Bradley Cooper és Lynette Howell Taylor                               |              |
| Alelnök (Vice)                                                                                   | Dede Gardner, Jeremy Kleiner, Adam McKay és Kevin Messick                          |              |
| 2019 (92.)                                                                                       |                                                                                    |              |
| Élősködők (Kiszengcshung (Gisaengchung)/Parasite; dél-koreai; koreai nyelven)                    | Kvak Sine (Kwak Sin-ae) és Pong Dzsunho (Bong Joon-ho)                             |              |
| Az aszfalt királyai (Ford v Ferrari)                                                             | Peter Chernin, Jenno Topping és James Mangold                                      |              |
| Az ír (The Irishman)                                                                             | Martin Scorsese, Robert De Niro, Jane Rosenthal és Emma Tillinger Koskoff          |              |
| Jojo Nyuszi (Jojo Rabbit)                                                                        | Carthew Neal, Taika Waititi és Chelsea Winstanley                                  |              |
| Joker                                                                                            | Todd Phillips, Bradley Cooper és Emma Tillinger Koskoff                            |              |
| Kisasszonyok (Little Women)                                                                      | Amy Pascal                                                                         |              |
| Házassági történet (Marriage Story)                                                              | Noah Baumbach és David Heyman                                                      |              |
| 1917                                                                                             | Sam Mendes, Pippa Harris, Jayne-Ann Tenggren és Callum McDougall                   |              |
| Volt egyszer egy Hollywood (Once Upon a Time in Hollywood)                                       | David Heyman, Shannon McIntosh és Quentin Tarantino                                |              |

### 2020-as évek
| Év                                                               | Film                                                                                  | Producer(ek) |
| ---------------------------------------------------------------- | ------------------------------------------------------------------------------------- | ------------ |
| 2020 (93.)                                                       |                                                                                       |              |
| A nomádok földje (Nomadland)                                     | Frances McDormand, Peter Spears, Mollye Asher, Dan Janvey és Chloé Zhao               |              |
| Az apa (The Father)                                              | David Parfitt, Jean-Louis Livi és Philippe Carcassonne                                |              |
| Júdás és a Fekete Messiás                                        | Shaka King, Charles D. King és Ryan Coogler                                           |              |
| Mank                                                             | Ceán Chaffin, Eric Roth és Douglas Urbanski                                           |              |
| Minari – A családom története (Minari)                           | Christina Oh                                                                          |              |
| Ígéretes fiatal nő (Promising Young Woman)                       | Ben Browning, Ashley Fox, Emerald Fennell és Josey McNamara                           |              |
| A metál csendje (Sound of Metal)                                 | Bert Hamelinck and Sacha Ben Harroche                                                 |              |
| A chicagói 7-ek tárgyalása (The Trial of the Chicago 7)          | Marc Platt és Stuart M. Besser                                                        |              |
| 2021 (94.)                                                       |                                                                                       |              |
| CODA                                                             | Philippe Rousselet, Fabrice Gianfermim, Patrick Wachsberger                           |              |
| A kutya karmai közt (The Power of the Dog)                       | Jane Campion, Tanya Seghatchian, Emile Sherman, Iain Canning, Roger Frappier          |              |
| Belfast                                                          | Laura Berwick, Kenneth Branagh, Becca Kovacik, Tamar Thomas                           |              |
| Vezess helyettem (Doraibu mai ká)                                | Jamamoto Teruhisza                                                                    |              |
| Dűne (Dune)                                                      | Mary Parent, Denis Villeneuve, Cale Boyter                                            |              |
| Licorice Pizza                                                   | Sara Murphy, Adam Somner, Paul Thomas Anderson                                        |              |
| Ne nézz fel! (Don't Look Up)                                     | Adam McKay, Kevin Messick                                                             |              |
| Richard király (King Richard)                                    | Tim White, Trevor White, Will Smith                                                   |              |
| Rémálmok sikátora (Nightmare Alley)                              | Guillermo del Toro, J. Miles Dale, Bradley Cooper                                     |              |
| West Side Story                                                  | Steven Spielberg és Kristie Macosko Krieger                                           |              |
| 2022 (95.)                                                       |                                                                                       |              |
| Minden, mindenhol, mindenkor (Everything Everywhere All at Once) | Daniel Kwan, Daniel Scheinert és Jonathan Wang                                        |              |
| Elvis                                                            | Baz Luhrmann, Catherine Martin, Gail Berman, Patrick McCormick és Schuyler Weiss      |              |
| A Fabelman család (The Fabelmans)                                | Kristie Macosko Krieger, Steven Spielberg és Tony Kushner                             |              |
| A sziget szellemei (The Banshees of Inisherin)                   | Graham Broadbent, Peter Czernin és Martin McDonagh                                    |              |
| A szomorúság háromszöge (Triangle of Sadness)                    | Erik Hemmendorff és Philppe Bober                                                     |              |
| Avatar: A víz útja (Avatar: The Way of Water)                    | James Cameron és Jon Landau                                                           |              |
| Nyugaton a helyzet változatlan (All Quiet on the Western Front)  | Malte Grunert                                                                         |              |
| Tár                                                              | Todd Field, Alexandra Milchan és Scott Lambert                                        |              |
| Top Gun: Maverick                                                | Tom Cruise, Christopher McQuarrie, David Ellison és Jerry Bruckheimer                 |              |
| A nők beszélnek (Women Talking)                                  | Dede Gardner, Jeremy Kleiner és Frances McDormand                                     |              |
| 2023 (96.)                                                       |                                                                                       |              |
| Oppenheimer                                                      | Emma Thomas, Charles Roven és Christopher Nolan                                       |              |
| Előző életek (Past Lives)                                        | David Hinojosa, Christine Vachon és Pamela Koffler                                    |              |
| Amerikai irodalom (American Fiction)                             | Ben LeClair, Nikos Karamigios, Cord Jefferson és Jermaine Johnson                     |              |
| Egy zuhanás anatómiája (Anatomy of a Fall)                       | Marie-Ange Luciani és David Thion                                                     |              |
| Barbie                                                           | David Heyman, Margot Robbie, Tom Ackerley és Robbie Brenner                           |              |
| Téli szünet (The Holdovers)                                      | Mark Johnson                                                                          |              |
| Megfojtott virágok (Killers of the Flower Moon)                  | Dan Friedkin, Bradley Thomas, Martin Scorsese és Daniel Lupi                          |              |
| Maestro                                                          | Bradley Cooper, Steven Spielberg, Fred Berner, Amy Durning és Kristie Macosko Krieger |              |
| Szegény párák (Poor Things)                                      | Ed Guiney, Andrew Lowe, Jórgosz Lánthimosz és Emma Stone                              |              |
| Érdekvédelmi terület (The Zone of Interest)                      | James Wilson                                                                          |              |
| 2024 (97.)                                                       |                                                                                       |              |
| Anora                                                            | Alex Coco, Samantha Quan és Sean Baker                                                |              |
| A brutalista (The Brutalist)                                     | Brady Corbet, D.J. Gugenheim, Brian Young, Andrew Morrison és Nick Gordon             |              |
| A szer (The Substance)                                           | Coralie Fargeat, Tim Bevan és Eric Fellner                                            |              |
| Dűne: Második rész (Dune: Part Two)                              | Mary Parent, Cale Boyter, Tanya Lapointe és Denis Villeneuve                          |              |
| Emilia Pérez                                                     | Jacques Audiard, Pascal Caucheteux                                                    |              |
| Én még itt vagyok (I'm Still Here)                               | Maria Carlota Bruno és Rodrigo Teixeira                                               |              |
| Konklávé (Conclave)                                              | Tessa Ross, Juliette Howell és Michael A. Jackman                                     |              |
| Sehol se otthon (A Complete Unknown)                             | Fred Berger, James Mangold és Alex Heineman                                           |              |
| A Nickel-fiúk                                                    | Dede Gardner, Jeremy Kleiner és Joslyn Barnes                                         |              |
| Wicked                                                           | Marc Platt                                                                            |              |

## Statisztika

### Legtöbbször díjazott producerek
3 díj
| - Sam Spiegel - Saul Zaentz | 2 díj - Arthur Freed - Clint Eastwood - Dede Gardner - Jeremy Kleiner - Branko Lustig - Albert S. Ruddy - Robert Wise |

### Legtöbbször jelölt producerek
| 13 jelölés - Steven Spielberg 9 jelölés - Scott Rudin 8 jelölés - Dede Gardner - Kathleen Kennedy 7 jelölés - Eric Fellner - Jeremy Kleiner 6 jelölés - Tim Bevan - Stanley Kramer 5 jelölés - Francis Ford Coppola - Clint Eastwood - Frank Marshall - Bradley Cooper - Kristie Macosko Krieger 4 jelölés - Warren Beatty - James L. Brooks - David Brown - Ethan Coen - Megan Ellison - Donna Gigliotti - Peter Jackson - Norman Jewison - Graham King - Sydney Pollack - Marc Platt - David Puttnam - Sam Spiegel - George Stevens - Irwin Winkler - David Heyman - Martin Scorsese | 3 jelölés - Paul Thomas Anderson - Lawrence Bender - Jason Blum - James Cameron - Iain Canning - Ceán Chaffin - Robert Chartoff - Joel Coen - Bruce Cohen - Christian Colson - Michael De Luca - Steve Golin - Brian Grazer - Alejandro González Iñárritu - Emma Tillinger Koskoff - Stanley Kubrick - Jon Landau - Robert Lorenz - Ismail Merchant - Barrie M. Osborne - Mary Parent - Brad Pitt - Patrick J. Palmer - Emile Sherman - Hal B. Wallis - Fran Walsh - Robert Wise - Saul Zaentz - Richard D. Zanuck - Christopher Nolan - Ed Guiney - Emma Thomas - Daniel Lupi - Mark Johnson | 2 jelölés - Buddy Adler - Robert Altman - Fred Berger - Kathryn Bigelow - Mark Boal - John Boorman - Cale Boyter - John Brabourne - Graham Broadbent - Lisa Bruce - Dana Brunetti - Jim Burke - Peter Chernin - Alfonso Cuarón - Pete Czernin - J. Miles Dale - Guillermo del Toro - Cecil B. DeMille - Finola Dwyer - Todd Field - John Foreman - Gray Frederickson - Arthur Freed - Richard N. Gladstein - Greta Gerwig - Jonathan Gordon - Jerome Hellman - Grant Heslov - Grant Hill - Ron Howard - Stanley R. Jaffe - Dan Janvey - Dan Jinks - Ross Katz - A. Kitman Ho - Arnold Kopelson - Gary Kurtz - Ang Lee - Ernest Lehman - Baz Luhrmann - Branko Lustig - Michael Mann - Anthony McCarten - Frank McCarthy - Martin McDonagh | - Frances McDormand - Adam McKay - Barry Mendel - Kevin Messick - Arnon Milchan - George Miller - Doug Mitchell - Gil Netter - David Parfitt - Amy Pascal - Jordan Peele - Julia Phillips - Michael Phillips - Amanda Posey - Sean McKittrick - Fred Roos - Albert S. Ruddy - Tracey Seaward - Ronald L. Schwary - JoAnne Sellar - Michael Shamberg - Stacey Sher - Bernard Smith - Peter Spears - Ray Stark - Oliver Stone - Jenno Topping - Douglas Urbanski - Denis Villeneuve - Jerry Wald - Jack L. Warner - Harvey Weinstein - Douglas Wick - James Woolf - John Woolf - William Wyler - Peter Yates - Sam Zimbalist - Fred Zinnemann - Edward Zwick - Robbie Brenner - Charles Roven - Jórgosz Lánthimosz |